# 隈部氏
隈部氏（くまべし）は、日本の氏族のひとつ。中世に山鹿市一帯を支配した肥後国の国人。大和源氏宇野親治の子孫と称した隈部持直が一族を率いて肥後国に下向し、菊池氏に受け入れられて同国山鹿郡上水野郷隈部（現・熊本県山鹿市菊鹿町）に土着し、米山城に依拠したと伝えられている。自他ともに菊池氏の重臣と目され、赤星氏・城氏とともに菊池三家老と称されたが、主家の没落とともに独立するようになった。

## 勃興
1264年（文永元年）に上記の持直が菊池武房から隈部姓を与えられ、代々菊池氏に忠誠を尽くし南北朝時代の戦いなどに従軍したが、菊池氏一族内に家督争いが発生するようになると、主家家督の廃嫡に大きな影響力を持つようになった。豊後国の守護大名大友氏が菊池氏家督に触手を伸ばすと、その実現に貢献した。
1559年（永禄2年）隈部親永のとき隈府城による赤星親家を合勢川の戦いで破ってさらに勢力を伸ばし、1578年（天正6年）耳川の戦いで島津氏に大敗した大友氏を見限り、新たに肥前国の戦国大名龍造寺氏と結んで親家の子赤星統家を攻めて追放、現・菊池市一帯をも領有するようになる。その最大所領は約5,000町（3万石から6万石）におよび肥後国北部最有力の国人にのし上がった。

## 滅亡
1584年（天正12年）北上する島津氏に攻められると、1年余籠城、よくこれを防いで和睦し所領を安堵され、ついで1586年（天正14年）豊臣秀吉の九州征伐が開始されると速やかに降伏して山鹿市一帯の旧領(約1,900町)を安堵された。1587年（天正15年）7月佐々成政が行った検地に、親永は息子の隈部親泰と共に抵抗、これが肥後国人一揆の発端となった。成政率いる鎮圧軍に籠城戦で応じた親永父子が善戦したことから、親永に呼応する国人たちが成政不在の隈本城に殺到した。成政は山鹿・菊池地域一帯からの撤退を余儀なくされ、肥後国中に一揆が拡大した。
秀吉の命を受けた西国大名の援軍が続々と肥後国入りを果たすと、一揆軍は衆寡敵せずに降伏する。隈部一族はことごとく捕らえられて殺され隈部氏正統は絶家した。

## 正統滅亡後
傍流が立花宗茂によって取り立てられ、宇野氏と称して代々柳川藩に仕えたと伝わる。また、細川藩御小姓を輩出した仲光氏、山鹿郡中富手永の惣庄屋を代々務めた中富氏も隈部氏の子孫と伝えられる。中富氏はのちに隈部への復姓を許され細川藩に仕官している。

## 当主
- 持直（宇野次郎、右衛門尉）
- 隆忠（源四郎、式部太夫）
- 隆朝（千代丸、式部太夫）
- 朝直（又次郎、上総介）
- 長治（又三郎、式部太夫）
- 朝忠（源八、但馬守、紀伊守、朝豊）
- 忠直（常若丸、兵部太輔上総介）
- 元成（民部少輔但馬守）
- 親朝（式部太夫上総介、素覚）
- 武治　※娘は菊池能運室。
- 貞明（幸若丸）
- 親家
- 親永
- 親安（熊若丸、親泰）

## 信濃小諸藩士・隈部氏
小諸藩牧野氏の家臣団を参照のこと。